# 陈玉侯
陈玉侯（1963年5月—），男，汉族，云南会泽人，中华人民共和国政治人物，现任云南省政协副主席、党组成员，曾任中共西双版纳州委书记，州人大常委会主任，中共十九大代表。